# 39-es busz (Budapest)
A budapesti 39-es jelzésű autóbusz a Batthyány tér és a XII. kerületi Kissvábhegy városrész (Goldmark Károly utca megállóhely) között közlekedik. A viszonylatot a Budapesti Közlekedési Zrt. üzemelteti. A járműveket a Kelenföldi autóbuszgarázs adja ki.

## Járművek
A vonalon óbudai Ikarus 260-as és kelenföldi Ikarus 405-ös és Ikarus 415-ös típusú buszok közlekedtek. 2010. augusztus 31-étől 2010. szeptember 5-éig a Budapesti Közlekedési Zrt. egy Credo EN 9,5 típusú félig alacsony padlós midibuszt tesztelt ezen a vonalon. Napjainkban a vonalon a Kelenföldi garázs Mercedes-Benz Conecto NG, Volvo 7000 és Volvo 7700 buszai közlekednek, valamint időnként midi buszokat is adnak ki a vonalra.

## Története
1948. szeptember 27-én indult bírósági céljáratként a Markó utca – Margit híd – Fő utca útvonalon. 1949. március 14-étől már a Köztársaság (II. János Pál pápa) tér és a Széll Kálmán tér között közlekedett a Rákóczi út – Szabadság tér – Kossuth híd – Fő utca – Mártírok útja (Margit körút) útvonalon. Április 10-én budai végállomása a János Kórház, majd június 13-án a pesti végállomása a Fiumei út (Dologház utca) lett. November 21-én útvonala lerövidült, pesti végállomását a Vörösmarty térre helyezték át. 1954. január 4-én kora reggel az egyik János Kórház felé közlekedő Ikarus 30 típusú autóbusz a szigeti bejárónál nem vette be a balkanyart, áttörte a korlátot és a Dunába zuhant. A járművön a járművezetőn és a kalauzon kívül senki sem tartózkodott, mindketten az életüket vesztették.
1954. október 25-étől a buszok mindkét irányban a Bem rakparton keresztül közlekedtek, felhagyva a Vörösmarty tér felé a Gyorskocsi utcai kerülőt. 1955. október 20-án a 39-es busz útvonala a Kossuth híd lezárása miatt módosult, a Margit hídon át közlekedett. 1956. október 24-étől 1957. január 10-éig a vonalon a közlekedés szünetelt. Január 11-én indult újra a Moszkva (Széll Kálmán) tér és a Pasaréti tér között. Március 11-étől a Madách tértől indult és a Lánchídon keresztül közlekedett. Július 15-én budai végállomása ismét a János Kórház lett, majd november 12-én a Kútvölgyi úton át a Virányos útig hosszabbodott. 1958. október 20-ától a Dániel utcáig közlekedett. 1959. szeptember 21-étől ismét a Margit hídon át közlekedett. 1960. február 19-én 39A jelzéssel kórházi betétjárata indult a Moszkva tér és a Dániel utca között.
A József Attila-lakótelep építésekor a 39-es járat teljesen új vonalat kapott: 1960. szeptember 19-étől az Aszódi utcától indult, innen a Toronyház utca, majd Dési Huber utca felől a Pöttyös utcán hajtott ki az Üllői útra, majd a Múzeum körúton és a Tanács körúton haladva érte el a Bajcsy-Zsilinszky utat, innen a Nyugati téren áthaladva ráhajtott a Szent István körútra és a Mártírok útján (Margit körút) érte el a Moszkva teret és innen pedig a Dániel utcai végállomását. A vonalon Ikarus 620-as buszok közlekedtek.
Betétjáratai 39A és 39B jelzéssel a Nagyvárad tér és a Dániel utca, illetve a Moszkva tér és a Dániel utca között közlekedtek. 1962. július 16-án a 39-es és 39A busz útvonala egyszerűsödött, az Illés utca helyett a Diószeghy Sámuel utca–Karácsony Sándor utcán át közlekedtek; ugyanekkor a 39A busz útvonala a Lobogó utcáig hosszabbodott. Augusztus 6-án a betétjárat jelzése 89-esre módosult. 1962. december 10-én megcserélték a 39-es és a 89-es útvonalát, a 39-es ezután az Üllői úti új lakóteleptől (Aszódi utca) a Margit hídon át Dániel útig járt, a 39B busz megszűnt. 1964. augusztus 6-án újraindult a 39A, mint kórházi betétjárat, ezúttal a Vígszínház és a Dániel utca között.
A 39-es útvonalát az Erzsébet híd 1964-es átadásakor módosították, az útvonal ekkortól a Lobogó utcai végállomástól a Toronyház utca – Dési Huber utca – Pöttyös utca – Üllői út – Nagyvárad tér, majd jobbra fordulva  a Mező Imre út – Diószeghy Sámuel utca – Kulich Gyula [Kálvária] tér – Karácsony Sándor utca – Szerdahelyi utca – Mátyás tér – Nagyfuvaros utca – Luther utca – Rákóczi út – Síp utca – Dohány utca – Kiskörút – Bajcsy-Zsilinszky út – Marx tér – Szent István körút – Margit híd – Mártírok útja – Moszkva tér – Szilágyi Erzsébet fasor – Kútvölgyi út – Szarvas Gábor út útvonalon érte el a Dániel úti, ma is létező végállomást. Visszaúton a Luther helyett a Kiss József utcán közlekedett, valamint az Üllői útról befordulva a Pöttyös és Napfény utcán keresztül egyenesen hajtott a Lobogó utcai végállomáshoz.
48 perces menetidejével ekkor a leghosszabb menetidejű budapesti buszjárat lett, az egész várost bejáró útvonala miatt „városnéző járat” volt a népszerű neve, de nevezték mozijáratnak is, mivel 18 budapesti mozit lehetett vele közvetlenül elérni. Közvetlen kapcsolatot teremtett többek között a Nagyvárad téri kórházakkal, a Rákóczi úti áruházakkal, a Nyugati pályaudvarral, a Fogaskerekű vasúttal, a Szentendrei HÉV-vel, az Erkel Színházzal, a Vígszínházzal, a Margit-szigettel, János Kórházzal.
1972. december 23-án az M2-es metróvonal második (Deák tér – Déli pályaudvar) szakaszának átadásával a 39A busz megszűnt, a 39-es útvonala pedig a Szabadság-hegyen épült új lakónegyedek miatt módosult, a Goldmark Károly utca és a Dániel utca között közlekedett a Moszkva tér érintésével. A Dániel utca felől a Déli pályaudvar felé járt és a Ráth György utcába egy éles kanyarral fordult be. A 39-est ugyanekkor az Üllői úton a Madách térig közlekedő 81-es és 181-es busz váltotta fel. A józsefvárosi szakaszon az Ecseri út és a Blaha Lujza tér közötti szakaszon a 39-es járattal megegyező útvonalon közlekedő 89-es váltotta ki. 1973. szeptember 17-én ismét forgalomba állították a Moszkva tér és a Dániel utca között. 1974. január 14-én a 39-est kettébontották, 39-es jelzéssel a Goldmark Károly utca és a Batthyány tér, illetve 56Y jelzéssel a Moszkva tér és a Dániel utca között közlekedett. 1977. január 1-jén az 56Y jelzése 156-osra módosult. 1986. december 30-ától a 39-es busz a Batthyány tér felé a Maros utcai rendelőintézetet is érinti, előtte végig az Alkotás utcán haladtak. 1998 decemberétől megállnak a Maros utca megállóhelyen is. 2012. január 2-án a vonalon bevezették az első ajtós felszállási rendet.
2020. augusztus 1-jétől a Batthyány tér felé is a Maros utcán keresztül közlekedik, így mindkét irányban kiszolgálja a Maros utcai rendelőintézetet. 2024. április 6-ától a Batthyány tér felé megáll a Krisztina körúti Széll Kálmán tér megállóhelyen is.
A 2024. szeptemberi árvíz idején az M2-es metró Batthyány téri állomásának lezárása miatt 39A jelzéssel sűrítő járat közlekedett a Batthyány tér M+H és a Széll Kálmán tér M között.

## Útvonala
| Goldmark Károly utca felé |
| Batthyány tér M+H vá. – Batthyány tér – Bem rakpart – Csalogány utca – Széna tér – Margit körút – Széll Kálmán tér – Krisztina körút – Csaba utca – Maros utca – Magyar jakobinusok tere – Alkotás utca – Ráth György utca – Határőr út – Goldmark Károly utca vá.                                                                   |
| Batthyány tér felé |
| Goldmark Károly utca vá. – Határőr út – Goldmark Károly utca – Tóth Lőrinc utca – Istenhegyi út – Nagyenyed utca – Alkotás utca – Magyar jakobinusok tere – Maros utca – Csaba utca – Krisztina körút – Széll Kálmán tér – Margit körút – Széna tér – Hattyú utca – Batthyány utca – Fő utca – Batthyány tér – Batthyány tér M+H vá. |

## Megállóhelyei
| 0  | Batthyány tér M+H végállomás              | 16 | 19, 41 11, 111 | Vásárcsarnok, Posta, Autóbusz-állomás, Metróállomás, HÉV-állomás                    |
| 2  | Fazekas utca                              | ∫  | 11, 111 |                                                                                     |
| ∫  | Mária tér                                 | 14 | |                                                                                     |
| 3  | Széna tér                                 | 12 | 4, 6, 17 | Mammut bevásárlóközpont, Hattyúház                                                  |
| 5  | Széll Kálmán tér M                        | 11 | 4, 6, 17, 56, 56A, 59, 59A, 59B, 61 5, 16, 16A, 21, 21A, 22, 22A, 91, 102, 116, 128, 129, 139, 140, 140A, 149, 155, 156, 221, 222 781, 782, 783, 784, 785, 786, 787, 789, 791, 793, 794, 795 | rowspan=2 Autóbusz-állomás, Metróállomás, Posta, Fény utcai piac, Volánbusz-állomás |
| ∫  | Széll Kálmán tér M (Csaba utca)           | 9  | 4, 6, 17, 56, 56A, 59, 59A, 59B, 61 5, 16, 16A, 21, 21A, 22, 22A, 91, 102, 116, 128, 129, 139, 140, 140A, 149, 155, 156, 221, 222 781, 782, 783, 784, 785, 786, 787, 789, 791, 793, 794, 795 |                                                                                     |
| 7  | Maros utca                                | 7  | 102, 128, 129 |                                                                                     |
| 8  | Maros utcai rendelőintézet                | 6  | 102 | II. kerületi Szakorvosi rendelő                                                     |
| 10 | Déli pályaudvar M                         | 4  | 17, 56, 56A, 59, 59A, 59B, 61 21, 21A, 102, 139, 140, 140A, 221 770 S10 S12 S30 G30 Z30 S34 S35 S40 Z40 S42 Z42 IC, sebesvonat, gyorsvonat, expresszvonat,                                   | Metróállomás, Déli pályaudvar                                                       |
| 12 | Ráth György utca                          | ∫  | | Onkológia                                                                           |
| 13 | Csemegi utca                              | ∫  | |                                                                                     |
| 14 | Határőr út                                | ∫  | |                                                                                     |
| ∫  | Kék Golyó utca                            | 3  | 59, 59A, 59B 21, 21A, 102, 221 |                                                                                     |
| ∫  | Istenhegyi út                             | 2  | |                                                                                     |
| ∫  | Tóth Lőrinc utca                          | 1  | |                                                                                     |
| 16 | Goldmark Károly utca vonalközi végállomás | 0  | |                                                                                     |